# Lawrence Klein

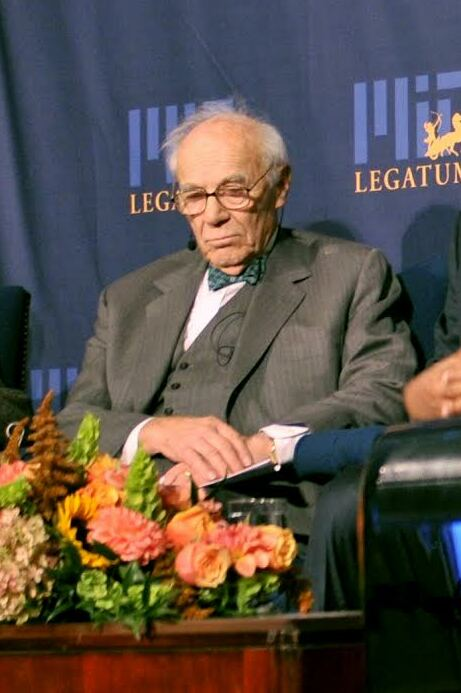
Lawrence Klein (2008)

Lawrence Robert Klein (* 14. September 1920 in Omaha, Nebraska; † 20. Oktober 2013 in Gladwyne, Pennsylvania) war ein US-amerikanischer Wirtschaftswissenschaftler. Er erhielt 1980 den Wirtschaftsnobelpreis in Anerkennung seiner Forschung zu rechnergestützten ökonometrischen Modellen und deren Anwendung auf die Analyse von Konjunkturzyklen und die Wirtschaftspolitik.

## Leben
Lawrence Kleins Kindheit und Jugendjahre waren überschattet von der Weltwirtschaftskrise, was seine späteren beruflichen Interessen förderte, ebenso wie seine schon während der Schulzeit auffallende Begabung für Mathematik. Der Ausbruch des Zweiten Weltkriegs fiel mit dem Übergang Kleins von der Schule an die Universität zusammen. Als Student fragte er sich, wie die politischen und wirtschaftlichen Entwicklungen zusammenhängen. Sein gesamtes späteres Berufsleben kreiste um dieses Thema.
Er studierte Volkswirtschaft an der University of California, Berkeley. Anschließend wechselte er zum Institut von Paul A. Samuelson am Massachusetts Institute of Technology, wo er 1944 promovierte. Die nächste Station seiner akademischen Karriere war die University of Chicago (1944–1947), wo er ein mathematisches Modell der US-Volkswirtschaft erarbeitete, um den Verlauf von Konjunkturzyklen zu verstehen und die Auswirkung wirtschaftspolitischer Maßnahmen vorherzusagen. Dieses Modell sagte im Widerspruch zur gängigen Meinung einen wirtschaftlichen Aufschwung in der Nachkriegszeit voraus, was sich bewahrheiten sollte. Ebenfalls korrekt voraussagen konnte er eine leichte Depression nach Beendigung des Koreakrieges.
Es folgten Aufenthalte am National Bureau of Economic Research (1948–1950) und an der University of Michigan (1949–1954). Hier verfeinerte er seine Modelle und entwickelte zusammen mit Arthur Goldberger das berühmt gewordene makroökonomische Klein-Goldberger-Modell. Dieses benutzte Grundlagen von Jan Tinbergen, des ersten Nobelpreisträgers für Wirtschaftswissenschaften (1969), verwendete jedoch eine andere ökonomische Theorie und andere statistische Verfahren.
Die antikommunistische Kampagne von Senator McCarthy verhinderte eine Festanstellung Kleins an der Universität Michigan, weil er von 1944 bis 1946 Mitglied der Kommunistischen Partei der USA (CPUSA) war. Später führte er dies auf „jugendliche Naivität“ zurück.
Er ging für einige Jahre nach England an die University of Oxford (1954–1958). Nach Abklingen der McCarthy-Hetzkampagne kehrte er zurück in die USA, an die Wharton School der University of Pennsylvania, wo er bis zur Emeritierung lehrte und forschte.
1959 erhielt Klein die John Bates Clark Medal, eine der beiden renommiertesten Auszeichnungen auf dem Gebiet der Volkswirtschaft. Ein Jahr später war er der Präsident der Econometric Society, der seit 1948 als fellow angehörte. 1962 wurde er in die American Academy of Arts and Sciences gewählt, 1970 in die American Philosophical Society, 1973 in die National Academy of Sciences und 1991 als korrespondierendes Mitglied in die British Academy.
1976 koordinierte Klein die wirtschaftspolitischen Themen des Präsidentschaftskandidaten Jimmy Carter. Eine darauf folgende Einladung des Präsidenten Carter in dessen Regierungsmannschaft lehnte er allerdings ab.
Im Jahr 1977 stand Klein der American Economic Association als gewählter Präsident vor. Über 30 Universitäten weltweit verliehen ihm die Ehrendoktorwürde.

## Forschung
Klein erarbeitete in den 60er Jahren eine Serie ausgefeilter ökonometrischer Modelle, die als Wharton-Modelle weite Anwendung fanden. Er gründete die Beratungsfirma WEFA (Wharton Econometric Forecasting Associates), heute Global Insights. Ein gleichzeitig noch umfassenderes und detaillierteres weltweites ökonometrisches Modell wurde, gemeinsam mit anderen Forschungsgruppen, im Projekt Link erarbeitet. Dieses Modell versucht, die Auswirkungen ökonomischer Entwicklungen eines Landes auf andere Volkswirtschaften zu modellieren.
Die Begründung für die Nobelpreisverleihung schließt mit der Feststellung, dass „wenige, wenn überhaupt ein Volkswirtschaftler eine so zahlreiche Schar wissenschaftlicher Jünger und einen so großen Einfluss hatte wie Lawrence Klein“.

## Ausgewählte Veröffentlichungen
- The Keynesian Revolution. Macmillan, London 1947, ISBN 0-333-08131-5
- Economic Fluctuations in the United States 1921–41. 1950
- mit A. S. Goldberger: An Econometric Model of the United States, 1929–52. 1955
- mit M. K. Evans: The Wharton Econometric Forecasting Model. 1967
- An essay on the theory of economic prediction. Markham Pub. Co., Chicago 1970, ISBN 0-8410-2005-1
- A Textbook of Econometrics. 1973, ISBN 0-13-912832-8
- mit Gary Fromm: The Brookings Model. 1975
- Econometric Model Performance. 1976
- An Introduction to Econometric Forecasting and Forecasting Models. 1980, ISBN 0-669-02896-7
- Econometric Models As Guides for Decision Making. 1982, ISBN 0-02-917430-9
- The Economics of Supply and Demand. 1983
- mit M. Dutta: Economics, Econometrics and The LINK. 1995, ISBN 0-444-81787-5